# Tenafly
Tenafly ist eine Stadt im Bergen County, New Jersey, USA. Das U.S. Census Bureau hat bei der Volkszählung 2020 eine Einwohnerzahl von 15.409 ermittelt. Sie gehört zur New York Metropolitan Area.

## Geographie
Die geographischen Koordinaten der Stadt sind 40°55'20" nördliche Breite und 73°57'50" westliche Länge.
Nach den Angaben des United States Census Bureaus hat die Stadt eine Gesamtfläche von 13,5 km2, wovon 11,9 km2 Land und 1,5 km2 (11,15 %) Wasser ist.

## Geschichte
In Tenafly liegt das frühere Wohnhaus der Bürgerrechtlerin Elizabeth Cady Stanton. Es hat den Status einer National Historic Landmark. Sechs Bauwerke und Stätten des Orts sind im National Register of Historic Places (NRHP) eingetragen (Stand 24. Oktober 2018).

## Demographie
Nach der Volkszählung von 2000 gibt es 13.806 Menschen, 4774 Haushalte und 3866 Familien in der Stadt. Die Bevölkerungsdichte beträgt 1156,3 Einwohner pro km2. 76,79 % der Bevölkerung sind Weiße, 0,96 % Afroamerikaner, 0,09 % amerikanische Ureinwohner, 19,08 % Asiaten, 0,02 % pazifische Insulaner, 1,40 % anderer Herkunft und 1,67 % Mischlinge. 4,65 % sind Latinos unterschiedlicher Abstammung.
Von den 4774 Haushalten haben 43,9 % Kinder unter 18 Jahre. 70,6 % davon sind verheiratete, zusammenlebende Paare, 8,1 % sind alleinerziehende Mütter, 19,0 % sind keine Familien, 16,8 % bestehen aus Singlehaushalten und in 9,3 % Menschen sind älter als 65. Die Durchschnittshaushaltsgröße beträgt 2,86, die Durchschnittsfamiliengröße 3,21.
28,3 % der Bevölkerung sind unter 18 Jahre alt, 4,7 % zwischen 18 und 24, 25,4 % zwischen 25 und 44, 26,4 % zwischen 45 und 64, 15,2 % älter als 65. Das Durchschnittsalter beträgt 41 Jahre. Das Verhältnis Frauen zu Männer beträgt 100:92,9, für Menschen älter als 18 Jahre beträgt das Verhältnis 100:87,5.
Das jährliche Durchschnittseinkommen der Haushalte beträgt 90.931 USD, das Durchschnittseinkommen der Familien 111.029 USD. Männer haben ein Durchschnittseinkommen von 79.641 USD, Frauen 50.617 USD. Der Prokopfeinkommen der Stadt beträgt 53.170 USD. 5,2 % der Bevölkerung und 3,5 % der Familien leben unterhalb der Armutsgrenze, davon sind 4,7 % Kinder oder Jugendliche jünger als 18 Jahre und 3,3 % der Menschen sind älter als 65.

## Söhne und Töchter der Stadt
- Scott Amendola (* 1969), Jazzmusiker
- Tate Donovan (* 1963), Schauspieler
- Rusty Hamer (1947–1990), Schauspieler
- Ed Harris (* 1950), Schauspieler, Regisseur und Produzent
- Mira Sorvino (* 1967), Schauspielerin
- Adam Rothenberg (* 1975), Schauspieler
- Dan Weiss (* 1977), Jazzmusiker und Komponist
- Stephen Ritter (* 1986), deutsch-US-amerikanischer Eishockeytorwart
- Josette Andrews (* 1995), Mittelstreckenläuferin